# Dušan Moravčík
Dušan Moravčík (Checoslovaquia, 27 de marzo de 1948) fue un atleta checoslovaco especializado en la prueba de 3000 m obstáculos, en la que consiguió ser subcampeón europeo en 1971.

## Carrera deportiva
En el Campeonato Europeo de Atletismo de 1971 ganó la medalla de plata en los 3000 m obstáculos, con un tiempo de 8:26.2 segundos, llegando a meta tras el francés Jean-Paul Villain (oro con 8:25.2 segundos) y por delante del soviético Pavel Sysoyev.